# (39598) 1993 RG13
(39598) 1993 RG13 est un astéroïde de la ceinture principale découvert en 1993.

## Description
(39598) 1993 RG13 a été découvert le 14 septembre 1993 à l'observatoire de La Silla, au Chili, par Henri Debehogne et Eric Walter Elst.

### Caractéristiques orbitales
L'orbite de cet astéroïde est caractérisée par un demi-grand axe de 3,7 ua, un périhélie de 2,87 ua, une excentricité de 0,06 et une inclinaison de 9,81° par rapport à l'écliptique. Du fait de ces caractéristiques, à savoir un demi-grand axe compris entre 2 et 3,2 ua et un périhélie supérieur à 1,666 ua, il est classé, selon la JPL Small-Body Database, comme objet de la ceinture principale.

### Caractéristiques physiques
(39598) 1993 RG13 a une magnitude absolue (H) de 14,4 et un albédo estimé à 0,219.